# Bioritme
|  | Per a altres significats, vegeu «Bioritme (desambiguació)». |

Els bioritmes (del grec bios, vida i rhythmos, cadència) denota la variació en la funció i en alguns dels elements estructurals d'un organisme que es dona de forma periòdica i predictible.
Els bioritmes són presents en tots els organismes pluricel·lulars. Els bioritmes més generalitzats són els anomenats circadiaris (circadiari), lligats a l'exposició de la llum (alternança dia/nit). Es distingeixen dos tipus de bioritmes, de cicle inferior (batec del cor, moviments respiratoris) i superior (variacions estacionals, amb la consegüent caiguda de les fulles en els arbres caducifolis, letargia d'alguns animals, reproducció, etc.).
En els animals (i, per extensió, en els humans), els bioritmes es reflecteixen sobretot en el sistema endocrí.
D'entre els bioritmes més característics en l'espècie humana cal esmentar el son i la menstruació. La interrupció o la interferència en els bioritmes pot produir conseqüències de tipus patològic en l'organisme.

## Creences
són cicles d'energia que suposadament afecten les persones d'una manera repetida i constant. Segons aquesta creença, els bioritmes s'inicien amb el naixement de la persona i descriuen cicles de doble corba (ascendent i descendent) durant tota la seva vida. Cada cicle es divideix en dues fases: la meitat del temps l'energia està en nivell alt i l'altra meitat, a nivell baix.Plantilla:CN data=febrer de 2014
Segons aquesta teoria, existeixen tres tipus de bioritmes amb diferents durades:Plantilla:CN data=febrer de 2014
- Bioritme físic. Regula l'estat físic de la persona, la seva salut i resistència. El seu cicle dura 23 dies.
- Bioritme emocional. Té influència en les emocions i sensibilitat. Té un cicle de 28 dies.
- Bioritme intel·lectual. Regula el nivell intel·lectual, la creativitat i l'aprenentatge. Té un cicle de 33 dies.